# Callitris drummondii
Callitris drummondii — вид хвойних рослин родини кипарисових.

## Поширення, екологія
Країни проживання: Австралія (Західна Австралія). Цей Чагарник або невелике дерево, як правило, можна знайти на краях боліт, солоних озер і струмків і на прибережних дюнах.

## Морфологія
Росте як вічнозелений кущ, який може досягати висоти 10 метрів. Гілки висхідні. Зелені листи від 3 до 4 мм у довжину. Чоловічі шишки ростуть поодиноко на гілках. Жіночі шишки ростуть поодиноко або в групах, мають приплюснуто-сферичну форму з діаметром від 1,0 до 1,5 см. Кожна шишка складається з шести товстих лусок і зазвичай має шість насінин. Насіння може залишатися протягом кількох років після дозрівання. Насіння ≈ 3 міліметрів і має 1 або 2 крила.

## Використання
Використання не зафіксовано.

## Загрози та охорона
Втрата середовища існування була проблемою в минулому; в деяких районах випас, підвищені частоти пожеж є постійною проблемою. Цей вид відомий з кількох національних парків і заповідниках рослинного світу.